# Kerkhof van Werken
Het Kerkhof van Werken is een gemeentelijke begraafplaats in het West-Vlaamse dorp Werken, een deelgemeente van Kortemark. Het kerkhof ligt in het dorpscentrum rond de Sint-Martinuskerk (Werken). Ze is cirkelvormig en is omgeven door een beukenhaag en een calvarie ommegang met zeven kapelletjes gewijd aan Onze-Lieve-Vrouw van de Zeven Weeën. 

## Britse oorlogsgraven
Aan de zuidelijke zijde van de kerk ligt een perk met zes Britse gesneuvelden uit de Tweede Wereldoorlog. Zij waren de bemanning van een Vickers Wellington bommenwerper. Zij kwamen om toen hun vliegtuig op 21 oktober 1941 neerstortte. De bemanning bestond uit 4 Britten, 1 Australiër en 1 Nieuw-Zeelander. Hun graven worden onderhouden door de Commonwealth War Graves Commission en zijn daar geregistreerd als Werken Churchyard.
De kerk en het kerkhof zijn sinds 1957 gecatalogeerd als beschermd landschap.